# Kinder Schoko-Bons

Logo

Kinder Schoko-Bons ist ein Süßwarenprodukt der italienischen Firma Ferrero, das seit 1992 auf dem deutschen Markt erhältlich ist. Es handelt sich um bonbonartig verpackte Eier aus Vollmilchschokolade, die mit einer Mischung aus Milchcreme und Haselnuss-Splittern gefüllt sind. Sie werden einzeln verpackt in 125-, 200- und 300-Gramm-Packungen verkauft.

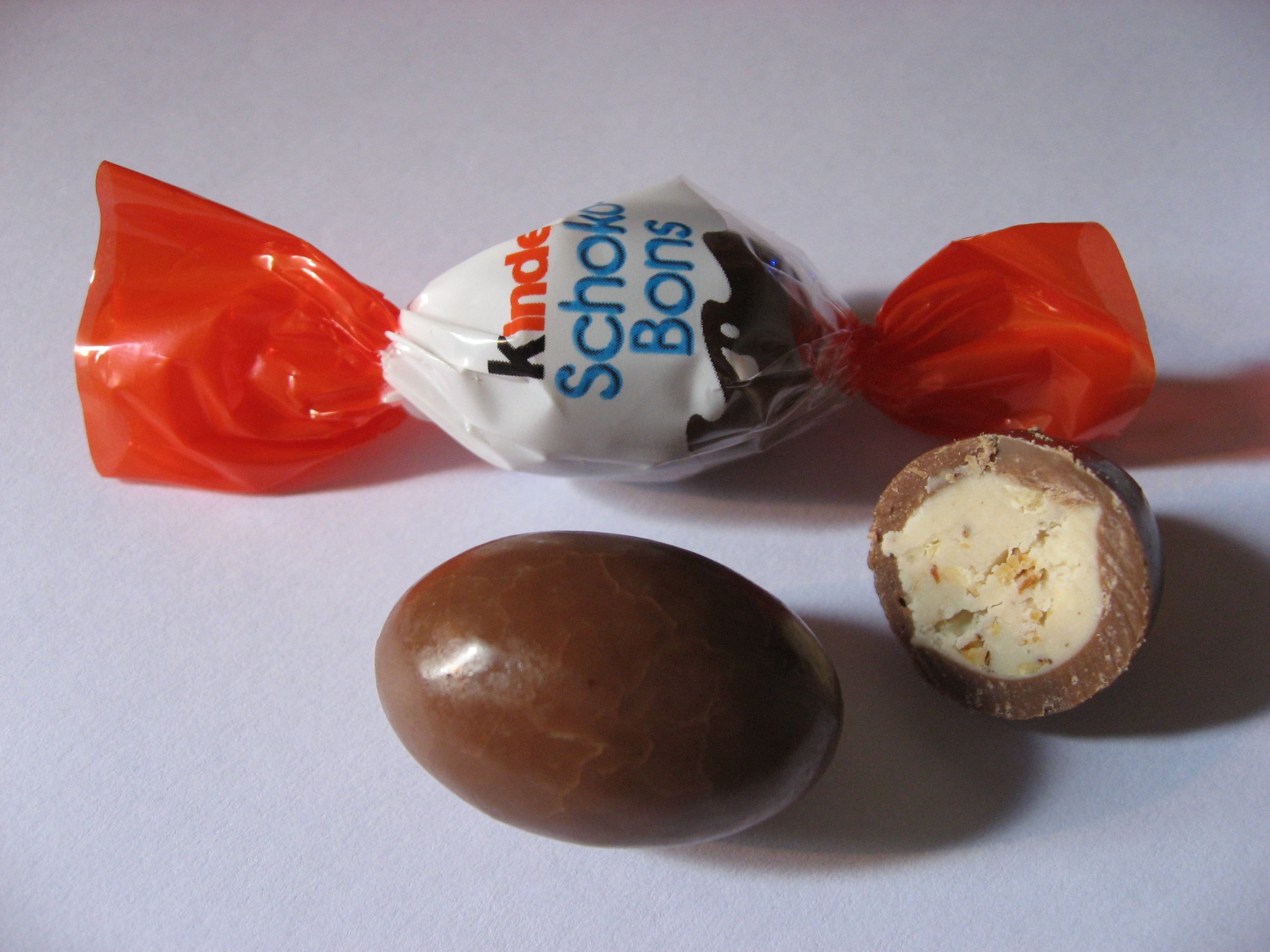
Kinder Schoko-Bon

## Bestandteile
Ein Schoko-Bon wiegt 6 Gramm. Die Inhaltsstoffe von Kinder Schoko-Bons umfassen
- 42 Prozent Vollmilchschokolade, bestehend aus
  - Zucker
  - Kakaobutter
  - Vollmilchpulver
  - Kakaomasse
  - Sojalecithin
  - Vanillin
- Zucker
- Magermilchpulver
- Palmöl
- 5,8 Prozent Haselnüsse
- Butterreinfett
- Halbbitterschokolade
- Überzugsmittel: Gummi arabicum, Schellack
- Glukosesirup
- Sojalecithin
- Aroma
- Vanillin

Die Gesamtmilchbestandteile im Produkt betragen 28 Prozent, die Gesamtkakaobestandteile 16,5 Prozent.

## Präsentation und Werbung
Für die Schoko-Bons gab es verschiedene Werbeslogans, unter anderem Bon für Bon eine kleine Extraportion Milch, Die kleinen Unwiderstehlichen und Das schmeckt nach Spaß.
Bis in die 2010er Jahre wurde in den Werbespots häufig in Reimen gesprochen. Eine Werbung, in der zwei Jungen eine Art Reimwettbewerb veranstalten, um das letzte Schoko-Bon zu bekommen, wurde dreimal in der Fernsehsendung Switch reloaded parodiert. In einem dieser drei Sketche werden die Schoko-Bons als Droge namens „LSD Bons“ dargestellt.

## Kritik
Im Rahmen einer 2015 durchgeführten Studie kritisierte Foodwatch mehrere Hersteller, die mit verniedlichten Werbemaskottchen und Mitmach-Aktionen Kinder zum Kauf ihrer Lebensmittel mit hohem Zucker- und/oder Fettanteil animieren würden. Unter diesen Produkten waren auch die Schoko-Bons mit einer Sammelaktion und ihrer Werbefigur „Mr. Schoko-Bon“.
2016 erschien im deutschen Greenpeace Magazin ein Artikel, der Ferrero Kinderarbeit bei der Haselnuss- und Kakao-Ernte vorwarf. Die Nüsse, die neben weiteren Ferrero-Produkten unter anderem in Schoko-Bons enthalten sind, stammen laut dem italienischen Hersteller vor allem von türkischen Plantagen. Auf diesen stelle Kinderarbeit ein großes Problem dar. Dieselbe Situation gelte laut Greenpeace zudem für die Kakao-Ernte für Ferrero-Produkte in der Elfenbeinküste. Das Unternehmen äußerte sich hierzu schriftlich, es toleriere Kinderarbeit nicht und setze sich für bessere Lebensbedingungen der Bauern und Saisonarbeiter ein. Ein ähnlicher Artikel der Die Zeit aus dem Jahr 2014 blieb von Ferrero unkommentiert.